# 九龍區專線小巴10M線
九龍區專線小巴10M線是由天誠汽車有限公司營辦的一條已停辦專線小巴線，往來南昌邨及又一村（又一城）。

## 歷史
- 1990年：路線配合南昌邨入伙而投入服務，初時往來南昌邨及石硤尾地鐵站，以循環線運作。
- 1995年：延長至大坑東邨（龍珠街），並取消循環運作。
- 2001年：總站延長至又一村（又一城）。
- 2003年12月16日：總站由南昌邨延長至南昌站，以配合南昌站啟用及九廣西鐵（即港鐵西鐵綫）即將通車。
- 2005年：總站由南昌站遷回南昌邨。
- 2010年6月20日：調整全程及分段票價，全程收費加至$4.00。[3]

## 路線停辦
營辦商（天誠汽車有限公司）表示因長期虧損，將於2011年7月7日起停辦本路線及10A線，運輸署在收到營辦商停辦通知後，已立即將該兩條路線重新招標，並邀請及揀選區內的專線小巴營辦商，在原有營辦商停辦本路線後暫時接辦，直至新的小巴營辦商接替為止。
不過到2011年6月3日截標當日，仍沒有小巴營辦商入標競投，最終本線及10A於2011年7月7日起正式停辦。運輸署為了維持西九龍來往九龍塘沿線的服務及填補小巴停辦後的真空，於2011年7月5日起，將新巴702線延長至又一村（又一城）作為替代，路線的用車全數調往西貢（1、2號）（專線）小巴有限公司繼續服役。

## 服務時間及班次
- 南昌邨開：0615-2305（8/12分鐘一班）
- 又一村開：0625-2315（8/12分鐘一班）

## 收費
- 全程收費：$4.0
  - 南昌街／福榮街往又一村：$3.5
  - 石硤尾街市往又一村：$2.0（只限現金）
  - 元州街往南昌邨：$3.5
  - 欽州街（西九龍中心對面）往南昌邨：$2.7

（此線所有車輛均接受八達通卡付款；不設找續。）

## 行車路線
- 南昌邨開：昌新里，欽州街西，西邨路，欽州街西，欽州街，荔枝角道，南昌街，巴域街，石硤尾街，窩仔街，大坑東道，桃源街及達之路。

- 又一村開：桃源街，龍珠街，大坑東道，窩仔街，偉智街，南昌街，元州街，欽州街，欽州街西，西邨路，欽州街西及昌新里。